# Station Port-la-Nouvelle
Station Port-la-Nouvelle is een spoorwegstation in de Franse gemeente Port-la-Nouvelle.